# ジョン・ハウエル (アメリカンフットボール)
ジョン・ハウエル（John Howell 1978年4月28日- ）はネブラスカ州ノース・プラット出身のアメリカンフットボール選手。NFLのタンパベイ・バッカニアーズ、シアトル・シーホークスでプレーした。ポジションはセイフティ。
高校時代にはアメリカンフットボール以外にレスリング、陸上競技、ゴルフを行った。3年次にはアメリカンフットボールで州のオールチームに選ばれ、レスリングでは優勝している。その後コロラド州立大学に奨学金のオファーを受けて進学した。
2001年のNFLドラフト4巡でタンパベイ・バッカニアーズに指名されて入団した。バッカニアーズではスペシャルチーム要員として4シーズンを過ごした。その間2002年シーズンには第37回スーパーボウル優勝を味わっている。
2005年6月、シアトル・シーホークスと1年56万5000ドルの契約を結んだ。
2006年、シーホークスと再契約を結んだ。そのシーズンのプレーオフ、ダラス・カウボーイズ戦でハムストリングスを痛めた。その後チームから解雇された。

## 人物
コロラド州で妻及び3人の子どもと共に暮らしている。
熱心なハンターであり、サファリクラブインターナショナル、全米ライフル協会に所属している。2007年にシーホークス時代のチームメート、ジョー・ジュレビシャスと共にネブラスカ州マレンに狩猟やアウトドアを楽しめるリゾート施設を設立した。